# Tachiagare Nippon
Tachiagare Nippon (たちあがれ日本?   literalmente, «Levántate Japón») fue un partido político japonés formado por diputados de la Dieta que renunciaron al Partido Liberal Democrático. El anuncio de la nueva formación se hizo el 7 de abril de 2010 y se registró oficialmente el 10 de abril. Este partido fue considerado como conservador de derecha.
Los diputados que se agruparon en el partido fueron Kaoru Yosano, Hiroyuki Sonoda y Takeo Hiranuma de la Cámara Baja, junto con Yoshio Nakagawa y Takao Fujii de la Cámara Alta. Otros políticos que se unieron al partido son los diputados Kazuya Maruyama, Minoru Kiuchi, Ryūji Koizumi, Yoshitada Kōnoike, Kyōko Nakayama y Yōichi Masuzoe, junto con el gobernador de Tokio Shintarō Ishihara
La formación del partido tuvo como origen en la preocupación de que la "inexperiencia" del gobernante Partido Democrático de Japón junto con la "debilidad" del Partido Liberal Democrático empeoren la situación económica del país, según declaraciones de Kaoru Yosano, antiguo Ministro de Finanzas y principal dirigente del partido. Obtuvo un asiento en la elección de los diputados de la Cámara Alta del 11 de julio de 2010. Se disolvió al fusionarse con el ultraderechista Partido de la Restauración en el 2012.